# Saint-Mard, Charente-Maritime

Saint-Mard este o comună în departamentul Charente-Maritime, Franța. În 1 ianuarie 2022 avea o populație de 1.244 de locuitori.